# Diastata dolorosa
Diastata dolorosa är en tvåvingeart som beskrevs av Chandler 1987. Diastata dolorosa ingår i släktet Diastata och familjen sumpskogsflugor.
Artens utbredningsområde är Nepal. Inga underarter finns listade i Catalogue of Life.